# Angels with Dirty Faces
Angels with Dirty Faces (englisch für Engel mit schmutzigen Gesichtern) ist das zweite Studioalbum der britischen Girlgroup Sugababes aus dem Jahr 2002.

## Entstehung und Veröffentlichung
Angels with Dirty Faces ist das erste Album des zweiten Line-ups, bestehend aus Keisha Buchanan, Mutya Buena und Heidi Range sowie das erste Album unter dem neuen Label Island Records. Während einer Promotour in Japan gab Gründungsmitglied Siobhán Donaghy ihr Ausscheiden aus der Band bekannt. Grund dafür waren interne Streitereien. Sie wurde kurz darauf von Ex-Atomic-Kitten-Mitglied Heidi Range ersetzt.
Die Erstveröffentlichung erfolgte am 26. August 2002 bei Island Records im Vereinigten Königreich. Das Album erschien in seiner Originalausführung als CD mit 14 Titeln (Katalognummer: 063228-2). Am 9. September 2002 erschien das Album im restlichen Europa, allerdings nur mit elf Titeln (Katalognummer: 063 217-2).

## Titelliste
1. Freak Like Me (Eugene Hanes, Marc Valentine, Loren Hill, William Collins, George Clinton, Gary Numan) – 3:17
2. Blue (Keisha Buchanan, Mutya Buena, Heidi Range, Howard Jones, Robbie Bronniman, Robin Boult) – 3:56
3. Round Round (Brian Higgins, Miranda Cooper, Lisa Cowling, Nick Coler, Buchanan, Buena, Range, Florian Pflueger, Felix Stecher, Robin Hofmann, Rino Spadavecchia) – 3:57
4. Stronger (Jony Lipsey, Marius De Vries, Felix Howard, Buchanan, Buena, Range) – 4:00
5. Supernatural (Christian Karlsson, Pontus Winnberg, Michelle Bell) – 3:37
6. Angels with Dirty Faces (Higgins, Bob Bradley, Tim Powell, Cooper, Gray, Buchanan, Buena, Range) – 3:48
7. Virgin Sexy (Buchanan, Buena, Range, Lucas Secon, Mary-Ann Morgan) – 3:45
8. Shape (Sting, Dominic Miller, Craigie) – 4:14
9. Just Don’t Need This (Lipsey, Howard, Jeremy Shaw, Buchanan, Buena, Range) – 3:32 [UK Bonustrack]
10. No Man, No Cry (Craigie, Buchanan, Buena, Range) – 3:34 [UK Bonustrack]
11. Switch (Felix Howard, Frederick Odesjo, Henrick Jonback, Nina Woodford, Buchanan, Buena, Range) – 3:37
12. More than a Million Miles (Lucas Secon, Thomas Boll Christensen, Morgan, Buchanan, Buena, Range) – 3:24
13. Breathe Easy (Acoustic Jam) (Craigie, Buchanan, Buena, Range) – 3:59
14. Round Round (Alternative Mix) (Higgins, Cooper, Cowling, Coler, Buchanan, Buena, Range, Pflueger, Stecher, Hofmann, Spadavecchia) – 6:07 [UK Bonustrack]

## Singleauskopplungen
Aus dem Album gingen vier Singles hervor. Als Vorabsingle wurde Freak Like Me veröffentlicht. Hierbei handelt es sich um ein Mashup des gleichnamigen Songs von Adina Howard (Text) sowie des Stücks Are Friends Electric? von Gary Numan und Tubeway Army (Melodie). Der Song wurde die erste Nummer-1-Single der Sugababes in Großbritannien. Es ist außerdem eine der am meisten verkauften Singles der Band und wurde in Großbritannien mit Silber ausgezeichnet. In der Schweiz erreichte Freak Like Me Platz 11, in Deutschland und Österreich verfehlte der Titel mit Platz 26 beziehungsweise Platz 22 die Top 20.
Die zweite Single, Round Round, erreichte ebenfalls Platz 1 der britischen Charts und wurde dort mit Silber ausgezeichnet. Der Song ist Teil vom Soundtrack des Filmes Der Guru. In Deutschland erreichte das Stück Platz 15, während es in Österreich und der Schweiz sogar die Top 10 erreichte (Platz 8 bzw. Platz 4).
Die dritte Single war die Doppel-A-Seite Stronger/Angels with Dirty Faces. Sie erreichte Platz 7 der britischen Charts, war allerdings in anderen Ländern nicht so erfolgreich. So erreichte der Song nur Platz 38 in Deutschland sowie Platz 41 in Österreich und Platz 23 in der Schweiz.
Als letzte Single wurde Shape veröffentlicht, ein Teilcover des Songs Shape of My Heart von Sting, der außerdem den Hintergrundgesang beisteuerte. In Großbritannien erreichte der Song Platz 11. In Deutschland war die beste Platzierung Platz 39, in Österreich Platz 50 sowie in der Schweiz Platz 40.
Singles in den Charts

| Jahr | Titel                              | Höchstplatzierung, Gesamtwochen, AuszeichnungChartplatzierungen (Jahr, Titel, , Platzierungen, Wochen, Auszeichnungen, Anmerkungen) | Höchstplatzierung, Gesamtwochen, AuszeichnungChartplatzierungen (Jahr, Titel, , Platzierungen, Wochen, Auszeichnungen, Anmerkungen) | Höchstplatzierung, Gesamtwochen, AuszeichnungChartplatzierungen (Jahr, Titel, , Platzierungen, Wochen, Auszeichnungen, Anmerkungen) | Höchstplatzierung, Gesamtwochen, AuszeichnungChartplatzierungen (Jahr, Titel, , Platzierungen, Wochen, Auszeichnungen, Anmerkungen) | Anmerkungen                             |
| Jahr | Titel                              | DE | AT | CH | UK | Anmerkungen                             |
| ---- | ---------------------------------- | --- | --- | --- | --- | --------------------------------------- |
| 2002 | Freak like Me                      | DE27 (9 Wo.)DE | AT22 (9 Wo.)AT | CH11 (12 Wo.)CH | UK1 (18 Wo.)UK | Erstveröffentlichung: 22. April 2002    |
| 2002 | Round Round                        | DE15 (11 Wo.)DE | AT8 (15 Wo.)AT | CH4 (23 Wo.)CH | UK1 (14 Wo.)UK | Erstveröffentlichung: 12. August 2002   |
| 2002 | Stronger / Angels with Dirty Faces | DE38 (12 Wo.)DE | AT41 (11 Wo.)AT | CH23 (18 Wo.)CH | UK7 (13 Wo.)UK | Erstveröffentlichung: 11. November 2002 |
| 2003 | Shape                              | DE39 (9 Wo.)DE | AT50 (7 Wo.)AT | CH40 (10 Wo.)CH | UK11 (9 Wo.)UK | Erstveröffentlichung: 10. März 2003     |

## Rezeption
Das Album wurde sowohl von den Fans als auch von den Kritikern durchweg positiv bewertet.

## Kommerzieller Erfolg

### Chartplatzierungen
| ChartsChartplatzierungen     | Höchstplatzierung | Wochen |
| ---------------------------- | ----------------- | ------ |
| Deutschland (GfK)            | 13 (25 Wo.)       | 25     |
| Österreich (Ö3)              | 19 (6 Wo.)        | 6      |
| Schweiz (IFPI)               | 13 (26 Wo.)       | 26     |
| Vereinigtes Königreich (OCC) | 2 (44 Wo.)        | 44     |

| ChartsJahrescharts (2002)    | Platzierung |
| ---------------------------- | ----------- |
| Vereinigtes Königreich (OCC) | 25          |

| ChartsJahrescharts (2003)    | Platzierung |
| ---------------------------- | ----------- |
| Vereinigtes Königreich (OCC) | 54          |

### Auszeichnungen für Musikverkäufe
Das Album verkaufte sich unter anderem über eine Million Mal in Europa, wofür es eine europäische Platin-Schallplatte erhielt. Es verkaufte sich alleine im Vereinigten Königreich über 900.000 Mal, womit es dreifach-Platin erhielt.
| Land/Region                  | Auszeichnungen für Musikverkäufe (Land/Region, Auszeichnung, Verkäufe) | Verkäufe  |
| ---------------------------- | ---------------------------------------------------------------------- | --------- |
| Europa (IFPI)                | Platin                                                                 | 1.000.000 |
| Niederlande (NVPI)           | Gold                                                                   | (40.000)  |
| Schweiz (IFPI)               | Gold                                                                   | (25.000)  |
| Vereinigtes Königreich (BPI) | 3× Platin                                                              | (900.000) |
| Insgesamt                    | 2× Gold · 4× Platin ·                                                  | 1.000.000 |